# Hugh Hamshaw Thomas
Hugh Hamshaw Thomas FRS (* 29. Mai 1885 in Wrexham, Denbighshire, Wales; † 30. Juni 1962 in Cambridge, England) war ein britischer Paläobotaniker, der grundlegende Forschungen über die Samenfarne des Mesozoikums und die Evolution der Pflanzen durchführte.
Sein botanisches Autorenkürzel lautet „H.H.Thomas“.

## Leben

### Die frühen Jahre

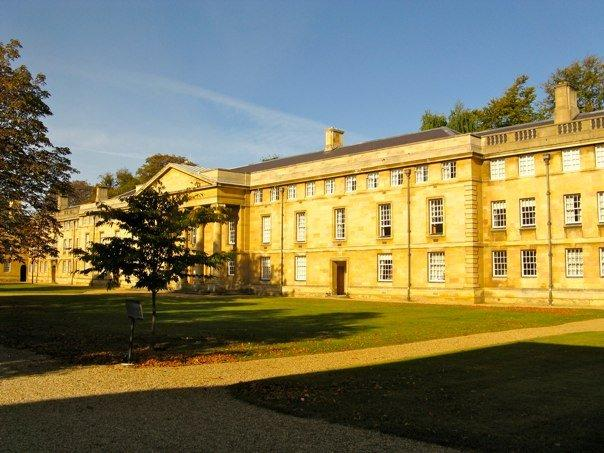
Downing College

Hugh Hamshaw Thomas wurde als zweiter Sohn von Thomas Walker und Elizabeth Lloyd geboren. Er verbrachte die Hälfte seiner Kindheit in Wales, ging zunächst in eine kleine Privatschule und besuchte ab 1904 das Downing College der University of Cambridge, um dort Biologie zu studieren. In seiner Freizeit streifte er durch die Abraumhalden der Kohlegruben der Umgebung und sammelte Fossilien, ein Interesse, das durch ein Buchgeschenk seines Vaters erwacht war. Obwohl er einen Grundkurs in Botanik belegte, durchlief er keine zusätzliche Ausbildung in diesem Fach außer einigen Vorlesungen des Aufbaukurses, die er später hörte. Kurse in Geologie besuchte er gar nicht, denn er war von seinem Elternhaus her für eine Ausbildung als Beamter vorgesehen, und belegte Geschichte als Hauptfach. Dennoch beschäftigte er sich neben dem College mit Botanik und veröffentlichte in den Philosophical Transactions der Royal Society noch als Collegestudent seine erste botanische Arbeit.
Als er sein Studium 1908 abgeschlossen hatte, entschied er sich dafür, keine Beamtenlaufbahn einzuschlagen, obwohl er die Qualifikation dafür erworben hatte, und schlug sich die nächsten Jahre mit Nachhilfe- und Vertiefungsstunden durch, während er in seiner Freizeit weiter Fossilien sammelte und einige wissenschaftliche Aufsätze veröffentlichte. Die notwendigen Arbeiten dafür führte er am Sedgwick Museum durch, in Zusammenarbeit oder unter Führung seiner Mentoren, Albert Charles Seward und Edward Alexander Newell Arber (1870–1918). 1909 bekam er die Stelle des Kurators am Botanikinstitut des Downing College, so dass er endlich über ein kleines, aber regelmäßiges Einkommen verfügte. 1912 wurde er darüber hinaus Hilfsdozent für Botanik am Trinity College und konnte die Nachhilfetätigkeit aufgeben. 1914 wurde er schließlich zum Fellow am Downing College gewählt, eine Festanstellung, die ihm schließlich finanzielle Unabhängigkeit garantierte.

### Universität, Familie und die Weltkriege
Zu Beginn des Ersten Weltkriegs trat er dem Officers Training Corps bei und wurde 1915 der Artillerie in Frankreich zugeteilt. Kurz vor der Schlacht an der Somme erreichte ihn ein Marschbefehl nach Ägypten, wo er Nachschuboffizier der Artillerie in einer der Verteidigungszonen des Sueskanals eingesetzt wurde. Nach seinem Wechsel zum Royal Flying Corps war er kommandierender Offizier eines Truppenteils, der Luftbildaufnahmen durchführte. Aufgrund seiner militärischen Verdienste wurde er mit dem ägyptischen Order of the Nile und dem Military M.B.E. ausgezeichnet.
1919 kehrte er nach Cambridge zurück, wohnte einige Jahre am Downing College und wurde 1920 Dekan des Colleges. 1923 begann er nach Erhalt der Lehrbefugnis mit Universitätsvorlesungen in verschiedenen Gebieten der Botanik. Im gleichen Jahr heiratete er Edith Gertrud Torrence, mit der er zwei Kinder hatte. 1927 erwarb er den Doktorgrad (Doctor of Science, Sc.D.) und wurde zum Statthalter (Steward) des Downing College ernannt, ein Titel, den er 17 Jahre lang innehatte. Im Zweiten Weltkrieg trat er der Royal Air Force Volunteer Reserve bei, der Organisation der Reservisten der Royal Air Force. Auch hier befasste sich unter anderem mit Luftbildphotographie und erarbeitete unter anderem eine detaillierte Analyse der Anlagen von Peenemünde. 1943 quittierte er aus Gesundheitsgründen den Dienst bei der Royal Air Force. In den folgenden Jahren war er neben der Veröffentlichung vieler wissenschaftlicher, historischer und wissenschaftstheoretischer Aufsätze sehr aktiv in der Unterstützung von Wissenschaftsvereinigungen und Vorsitzer einer ganzen Reihe wissenschaftlicher Gesellschaften. Hugh Hamshaw Thomas starb am 30. Juni 1962 in Cambridge.

## Wissenschaftliche Arbeit

### 1910–1925: Thomas und die Caytoniales aus Yorkshire

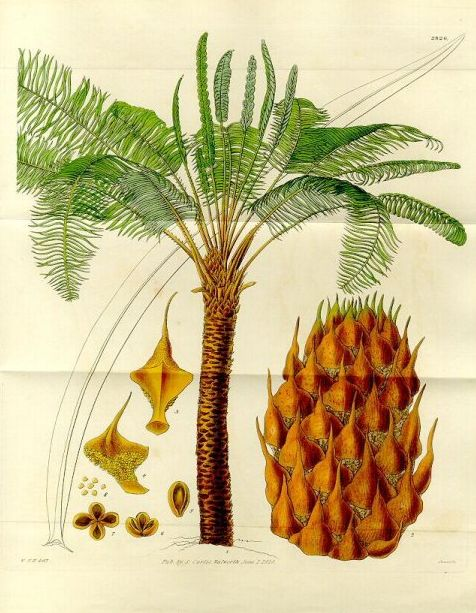
Cycas circinalis, ein moderner Vertreter der Palmfarne

Auf das Anraten Sewards begann Thomas um 1910, sich mit den jurassischen Pflanzenfossilien von Yorkshire zu beschäftigen, und konzentrierte sich auf die mikroskopische Untersuchung der pflanzlichen Kutikula und der Fortpflanzungsorgane. In diesem, zu seiner Zeit kaum erforschten Bereich leistete er Pionierarbeit. Er erkannte, dass die jurassischen Pflanzenfossilien Yorkshires sich aufgrund des Aufbaus ihrer Kutikula in zwei Gruppen aufteilen ließen, die Bennettitales auf der einen Seite und eine den heutigen Palmfarnen ähnliche auf der anderen. 1913 veröffentlichte er zusammen mit Helen (Nellie) Bancroft eine richtungsweisende Arbeit über die Zusammenhänge im Aufbau der Kutikula von fossilen und modernen Palmfarnen (On the cuticules of some Recent and fossil cycadean fronds), und begann, sich vor allem mit der Ordnung der Caytoniales zu beschäftigen, einer ausgestorbenen Pflanzengruppe der Samenfarne (Pteridospermae), die in manchen Zügen Ähnlichkeiten mit den heutigen Blütenpflanzen aufwies.
Seine Arbeit an Pflanzenkutikulen war nur der Beginn. Die Präparation solcher fossilen Gewebe ist relativ einfach: das inkohlte Gewebe wird oxidiert und mittels Säure aufgelöst, zurück bleibt die Kutikula. Diese Methode zerstört jedoch alle anderen Strukturen, die noch im Fossil erhalten sind. Thomas war nicht nur an der Kutikula interessiert, sondern wollte auch die anderen Teile der Pflanzen untersuchen, vor allem ihre Samen. Er versuchte Abwandlungen der Säuretechnik, kochte sie in alkoholischer Pottasche, fertigte Dünnschliffe davon und versuchte alles, die inneren Strukturen sichtbar zu machen. Zu seiner Enttäuschung waren einige der Präparate hervorragend, andere wiederum nur noch eine strukturlose Masse: er konnte die guten Resultate nicht verlässlich wiederholen. Spätere Untersuchungen haben gezeigt, dass gerade die Samen der Caytoniales sich in ihrer Erhaltung in ein und demselben Fossil sehr stark unterscheiden. Trotz dieser Misserfolge entwickelte er eine Reihe von grundlegenden Präparationstechniken und gewann wesentliche Erkenntnisse über die Caytoniales. Seine Resultate veröffentlichte er 1925 in der Arbeit The Caytoniales, a new group of angiospermous plants from the Jurassic rocks of Yorkshire, die als sein wichtigstes Werk angesehen wird.

### 1925–1930: Thomas undUmkomaasiaaus Natal

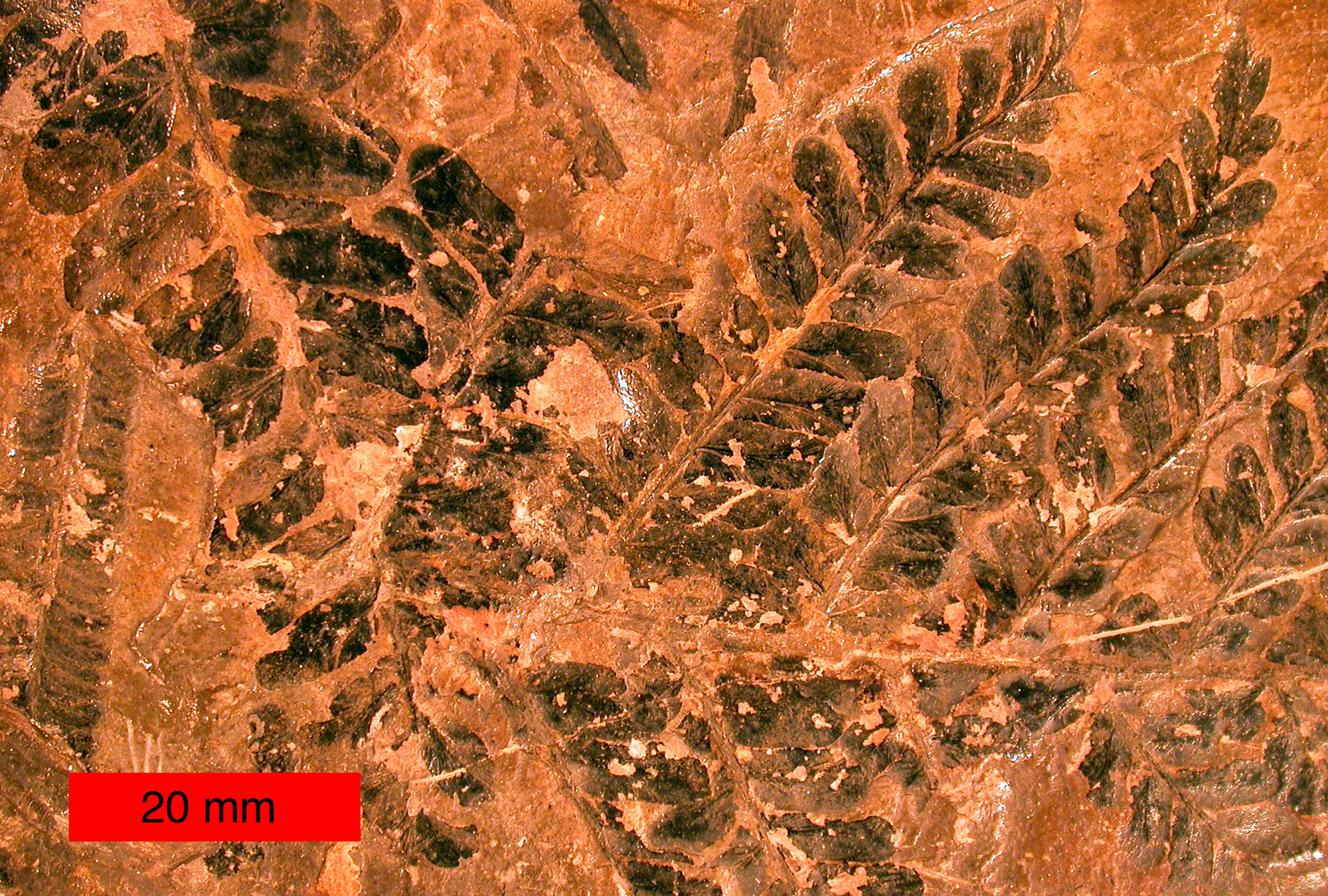
Fossiler Samenfarn aus dem Karbon von Ohio

Mit seiner Arbeit machte er sich einige Feinde, denn er stellte sich darin gegen die vorherrschende, rein beschreibende Analyse von Pflanzenstrukturen, indem er den beschriebenen Strukturen Namen zuwies, die ihre Funktion festlegte. Dies war in seiner Arbeit über die Caytoniales der Fall bei den samentragenden Strukturen: die sackähnlichen Samenbehälter nannte er Gynoeceum und die verzweigten Organe, welche die Samenbehälter tragen, bezeichnete er als Sporophyll: beides Begriffe, die ausschließlich den Bedecktsamern zugeschrieben werden. Auch wenn er nicht daran glaubte, hier die bisher nicht bekannten Vorfahren der Blütenpflanzen gefunden zu haben, trieb ihn der Protest seiner Fachkollegen zu offenem Widerstand. In der Folge gelang es ihm jedoch nicht, die Nähe der Caytoniales zu den Bedecktsamern zu beweisen, und er wandte sich anderen Forschungsgebieten zu.
Thomas unternahm mehrere Reisen nach Südafrika und sammelte dort gut erhaltene Pteridospermen aus einer Fundstelle in der Trias von Natal. Die dort gefundenen Blätter waren schon länger bekannt, er beschrieb in seiner 1933 erschienenen Arbeit On some pteridospermous plants from the Mesozoic rocks of South Africa jedoch auch verzweigte, pollen- und samentragende Pflanzenteile (Umkomaasia und Pteruchus), die er gleichzeitig sowohl mit Blättern als auch mit Zweigen verglich, indem er sie in die Nähe von Pteridospermen-Sporophyllen als auch in die eines Kätzchens wie das der Pappel stellte. Dieses Konzept rüttelt an den auf Goethe zurückgehenden Grundfesten der beschreibenden Morphologie, die eine Evolution aus wenigen Grundformen und somit die Verwandtschaft von ähnlichen Pflanzenteilen bei verschiedenen Pflanzengruppen bisher nicht in Betracht zog.

### 1930–1960: Thomas und die Evolution

Rekonstruktion von Rhynia gwynne-vaughanii

In der Folgezeit erschienen mehrere Aufsätze, in denen er das Konzept der Pflanzenevolution, basierend auf den Theorien von Walter Zimmermann, weiter entwickelte. Ausgehend von der aus dem schottischen Rhynie Chert bekannten Ordnung Rhynia ordnete er die verschiedenen Pflanzenteile höherer Pflanzen den unterschiedlichen Teilen des Sprossensystems von Rhynia zu. Seiner Ansicht nach ist jedes Pflanzenorgan ein Telom oder eine Gruppe von Telome, und somit besteht kein wesentlicher Unterschied zwischen den Organen verschiedener Pflanzengruppen.
Die Konsequenz seiner theoretisch-philosophischen Überlegungen und Veröffentlichungen war die Tatsache, dass er nur noch wenig Zeit fand, sich mit der Beschreibung von Pflanzenfossilien zu beschäftigen. Er befasste sich mit der Geschichte der Botanik, veranstaltete Ausstellung alter wissenschaftlicher Instrumente und hielt Vorlesungen inner- und außerhalb Englands, so etwa über Richard Bradley, der im 18. Jahrhundert Ideen entwickelte, die seiner Zeit weit voraus waren, dessen Bedeutung jedoch durch seinen Nachfolger erfolgreich untergraben worden war.

## Ehrungen
1923 erhielt er die Walsingham-Medaille der Cambridge University. 1934 wurde Thomas zum Fellow of the Royal Society gewählt. Als Mitbegründer der British Society for the History of Science im Jahr 1947 war er lange Jahre deren Vorsitzender und Gründungsmitglied einer Reihe weiterer wissenschaftlicher Vereinigungen. Er war Vorsitzer mehrerer wissenschaftlicher Gesellschaften, so etwa der Linnean Society of London. Im Rahmen des Darwin-Wallace-Jahres zur Feier des hundertjährigen Bestehens der Evolutionstheorie wurde er 1958 zu einem der 20 Biologen gewählt, die den wichtigsten Beitrag zur Kenntnis der Evolution geleistet hatten. Im gleichen Jahr empfing er die Darwin-Wallace-Medaille der Linnean Society und zwei Jahre später deren Linné-Medaille. Nach ihm ist auch die fossile Pflanzengattung Thomasiocladus Florin benannt.